# RFL Championship 1905-06
La Northern Rugby Football Union Championship de 1905-06 fue la decimoprimera temporada del torneo de rugby league más importante de Inglaterra.

## Formato
Las divisiones 1 y 2 fueron combinadas, enfrentándose a nivel de los condados de Lancashire y Yorkshire y posteriormente confeccionado una tabla global, esto provocó que los equipos enfrentaran una cantidad desigual de encuentros, por lo tanto el campeón se definió por el porcentaje de triunfos.
Se otorgaron 2 puntos por cada victoria, 1 por el empate y 0 por la derrota.

## Desarrollo

### Tabla de posiciones
| Pos. | Equipo                   | Encuentros | Encuentros | Encuentros | Encuentros | Tantos | Tantos | Puntos | Porcentaje de triunfos |
| Pos. | Equipo                   | PJ         | PG         | PE         | PP         | F      | C      | Puntos | Porcentaje de triunfos |
| ---- | ------------------------ | ---------- | ---------- | ---------- | ---------- | ------ | ------ | ------ | ---------------------- |
| 1    | Leigh                    | 30         | 23         | 2          | 5          | 245    | 130    | 48     | 80.00                  |
| 2    | Hunslet FC               | 32         | 25         | 0          | 7          | 370    | 148    | 50     | 78.12                  |
| 3    | Leeds                    | 34         | 25         | 2          | 7          | 377    | 123    | 52     | 76.47                  |
| 4    | Oldham RLFC              | 40         | 28         | 2          | 10         | 446    | 125    | 58     | 72.50                  |
| 5    | Keighley Cougars         | 28         | 19         | 1          | 8          | 255    | 164    | 39     | 69.64                  |
| 6    | Wigan                    | 34         | 22         | 1          | 11         | 441    | 167    | 45     | 66.17                  |
| 7    | Hull Kingston Rovers     | 36         | 22         | 3          | 11         | 246    | 218    | 47     | 65.27                  |
| 8    | Broughton Rangers        | 34         | 21         | 1          | 12         | 400    | 222    | 43     | 63.23                  |
| 9    | Halifax RLFC             | 38         | 20         | 8          | 10         | 261    | 232    | 48     | 63.15                  |
| 10   | Runcorn RFC              | 30         | 17         | 3          | 10         | 264    | 136    | 37     | 61.66                  |
| 11   | Huddersfield             | 30         | 17         | 2          | 11         | 224    | 174    | 36     | 60.00                  |
| 12   | Bradford Park Avenue AFC | 34         | 19         | 2          | 13         | 371    | 199    | 40     | 58.82                  |
| 13   | Swinton Lions            | 32         | 17         | 3          | 12         | 203    | 168    | 37     | 57.81                  |
| 14   | St. Helens               | 30         | 16         | 1          | 13         | 244    | 212    | 33     | 55.00                  |
| 15   | Warrington               | 38         | 19         | 3          | 16         | 270    | 184    | 41     | 53.94                  |
| 16   | Wakefield Trinity        | 32         | 13         | 4          | 15         | 188    | 262    | 30     | 46.87                  |
| 17   | Hull                     | 36         | 16         | 1          | 19         | 304    | 220    | 33     | 45.83                  |
| 18   | Salford                  | 34         | 14         | 3          | 17         | 272    | 270    | 31     | 45.58                  |
| 19   | Pontefract               | 28         | 11         | 1          | 16         | 211    | 196    | 23     | 41.07                  |
| 20   | Batley Bulldogs          | 34         | 11         | 5          | 18         | 173    | 215    | 27     | 39.70                  |
| 21   | Widnes Vikings           | 28         | 10         | 2          | 16         | 129    | 242    | 22     | 39.28                  |
| 22   | Dewsbury Rams            | 36         | 13         | 2          | 21         | 162    | 252    | 28     | 38.88                  |
| 23   | Bramley RLFC             | 26         | 9          | 2          | 15         | 126    | 246    | 20     | 38.46                  |
| 24   | York FC                  | 34         | 11         | 2          | 21         | 170    | 249    | 24     | 35.29                  |
| 25   | Barrow Raiders           | 32         | 9          | 4          | 19         | 138    | 324    | 22     | 34.37                  |
| 26   | Normanton                | 24         | 4          | 2          | 18         | 50     | 280    | 10     | 20.83                  |
| 27   | Millom RLFC              | 20         | 3          | 2          | 15         | 77     | 328    | 8      | 20.00                  |
| 28   | Castleford RFC           | 20         | 3          | 2          | 15         | 45     | 325    | 8      | 20.00                  |
| 29   | Rochdale Hornets         | 32         | 3          | 6          | 23         | 105    | 327    | 12     | 18.75                  |
| 30   | Morecambe                | 26         | 2          | 4          | 20         | 99     | 282    | 8      | 15.38                  |
| 31   | Brighouse Rangers RFC    | 26         | 3          | 2          | 21         | 87     | 333    | 8      | 15.38                  |

|  | Campeón. |

| Bandera de Inglaterra    |
| Campeón Leigh Centurions |
| Primer título            |